# Хартсон, Джон
Джон Ха́ртсон (англ. John Hartson; 5 апреля 1975, Суонси) — валлийский футболист, нападающий. Известен по выступлениям за лондонский «Арсенал» и шотландский «Селтик». За сборную Уэльса провёл 51 игру, в которых забил 14 мячей.

## Биография

### Ранние годы
Джон был третьим из четырёх детей в семье Сирила и Дианы Хартсон. Отец играл в местном футбольном клубе «Аван Лидо». В шестилетнем возрасте Джон дебютировал в детской команде города Скивен. В 16 лет Джон попал в клуб «Лутон Таун», который был тогда середняком первого английского дивизиона.

## Клубная карьера

### «Лутон Таун»
Хартсон дебютировал в составе «Лутона» 24 августа 1993 года в матче против «Кембриджа». В том же сезоне получил вызов в молодёжную сборную Уэльса. В январе 1995 года он перешёл в «Арсенал» за 2,5 млн £. Это была одна из последних покупок Джорджа Грэма на посту главного тренера лондонского клуба. В различных турнирах за «Лутон» Джон провёл 63 игры, отличившись в них 13 раз.

### «Арсенал»
14 января 1995 года Джон дебютировал в составе «Арсенала» и вскоре стал основным игроком команды. Весной Хартсон забил в финале кубка обладателей кубков в ворота испанской «Сарагосы», однако «канониры» в итоге проиграли — 1:2. С увольнением пригласившего его тренера и с приходом в «Арсенал» Бергкампа Джон стал меньше попадать в состав, а когда Арсен Венгер пригласил в Лондон и Анелька, Джон стал получать меньше игрового времени. После 70 матчей в составе «Арсенала», в котором Хартсон забил 17 голов, он был продан в клуб «Вест Хэм Юнайтед» за рекордные для «молотобойцев» 3,2 млн фунтов стерлингов.

### «Вест Хэм»
В первый сезон забил 24 мяча, уступив лишь один гол Энди Коулу ставшему в тот розыгрыш лучшим бомбардиром Премьер-Лиги. Во время выступлений за лондонцев Хартсон повздорил с партнёром по команде Эялом Берковичем. На одной из тренировок израильтянин ударил Джона по ноге, на что валлиец ответил ударом ногой по лицу. Хартсон заплатил штраф, но так и не признал своей вины. За «Вест Хэм» Джон провёл 73 матча и забил 33 гола.

### «Уимблдон» и «Ковентри»
Новый клуб и новый трансферный рекорд — 7,5 млн фунтов стерлингов. В команде Джон дебютировал в январе 1999 года и сразу стал забивать, пока в одном из матчей он не получил тяжёлую травму. Потеряв ведущего игрока, «Уимблдон» потерял и место в элитном дивизионе. Клубу пришлось отказаться от дорогого игрока, а Джон стал выбирать из множества предложений. Хартсон не прошёл медосмотр ни в «Тоттенхэме» ни в «Рейнджерс» и ему пришлось поставить подпись в контракте с «Ковентри Сити». Он провёл отличные полгода, доказав, что может играть в футбол даже после тяжёлой травмы. За «Уимблдон» Джон провёл 57 матчей, в которых отметился 21 раз. В «Ковентри» он провёл 12 игр, забив 6 мячей.

### «Селтик»
В августе 2001 года за 6 млн фунтов стерлингов Джон перешёл в шотландский «Селтик». В этом же клубе Хартсон провёл лучшие годы своей карьеры. Связка нападающих Ларссон — Хартсон забивала за сезон до 70 мячей. В марте 2004 года Джон выбыл до конца сезона из-за травмы спины, но он восстановился к отборочному турниру чемпионата мира 2006 года. В конце сезона 2004/05 Хартсон вместе с Фернандо Риксеном разделил звание лучшего игрока по мнению игроков и тренеров Шотландской лиги. Через месяц он был признан лучшим игроком сезона уже по мнению шотландских спортивных журналистов.
5 апреля 2006 года, в день своего 31-летия, Джон забил победный гол в ворота «Хартс», благодаря чему «Селтик» за 6 туров до окончания чемпионата стал победителем в премьер-лиге Шотландии.
Однажды Хартсона отчислили из команды за драку с Фернандо Риксеном, которая произошла в конце одного из глазговских дерби. Также Хартсон обвинялся прессой в поддержке Ирландской республиканской армии.
За пять сезонов Джон провёл в чемпионатах Шотландии 146 игр, в которых забил 89 голов.

### «Вест Бромвич»
26 июня 2006 Хартсон подписал двухлетний контракт с английской командой «Вест Бромвич Альбион» в движении за 500 000 £. В первом же матче против команды «Халл Сити» Хартсон сделал дубль. В 2007 году Хартсон был отдан в аренду клубу «Норвич Сити», в котором он сыграл 4 матча. За «Вест Бромвич» валлиец провёл 21 матч, в котором забил 5 голов.
7 февраля 2008 года Хартсон объявил о завершении карьеры из-за проблем со здоровьем, вызванных лишним весом.

## Карьера в сборной
Дебютировал в матче против Болгарии 29 марта 1995. Всего Хартсон провёл 51 игру за сборную команду Уэльса, забив при этом 14 голов. Он завершил карьеру в сборной в начале 2006 года, чтобы сконцентрироваться на клубной карьере, но в августе он заявил, что он снова готов выйти на поле, если Джон Тошак будет нуждаться в нём. В настоящее время он занимает 9-е место по количеству забитых голов за сборную.

## Сейчас
После завершения карьеры Джон отверг все предложения и работал на телевидении комментатором. Летом 2009 года у него диагностировали рак мозга, после чего ему было сделано несколько операций.
11 августа 2009 Хартсон был выпущен из больницы, но продолжил курс химиотерапии.

## Стиль игры
Благодаря большому весу Хартсон легко укрывал мяч от защитников и отдавал голевые пасы на партнёров. Также он часто играл на позиции классического центрофорварда, на которой забил большую часть своих мячей.

## Статистика выступлений
| Клуб                                          | Сезон            | Лига | Лига | Кубок Англии    | Кубок Англии    | Кубок Лиги | Кубок Лиги | Еврокубки | Еврокубки | Всего | Всего |
| Клуб                                          | Сезон            | Игры | Голы | Игры            | Голы            | Игры       | Голы       | Игры      | Голы      | Игры  | Голы  |
| --------------------------------------------- | ---------------- | ---- | ---- | --------------- | --------------- | ---------- | ---------- | --------- | --------- | ----- | ----- |
| Лутон Таун (Первый дивизион Англии)           | 1992/93          | 0    | 0    |                 |                 |            |            |           |           | ?     | ?     |
| Лутон Таун (Первый дивизион Англии)           | 1993/94          | 34   | 6    |                 |                 |            |            |           |           | ?     | ?     |
| Лутон Таун (Первый дивизион Англии)           | 1994/95          | 20   | 5    |                 |                 |            |            |           |           | ?     | ?     |
|                                               | Всего            | 54   | 11   | 6               | 2               | 1          | 0          | 2         | 0         | 61    | 12    |
| Арсенал                                       | 1994/95          | 15   | 7    | 0               | 0               | 0          | 0          | 7         | 1         | 22    | 8     |
| Арсенал                                       | 1995/96          | 19   | 4    | 1               | 0               | 3          | 1          | 0         | 0         | 23    | 5     |
| Арсенал                                       | 1996/97          | 19   | 3    | 2               | 1               | 3          | 0          | 2         | 0         | 26    | 4     |
|                                               | Всего            | 53   | 14   | 3               | 1               | 6          | 1          | 9         | 1         | 71    | 17    |
| Вест Хэм Юнайтед                              | 1996/97          | 11   | 5    |                 |                 |            |            |           |           | ?     | ?     |
| Вест Хэм Юнайтед                              | 1997/98          | 32   | 15   |                 |                 |            |            |           |           | ?     | ?     |
| Вест Хэм Юнайтед                              | 1998/99          | 17   | 4    |                 |                 |            |            |           |           | ?     | ?     |
|                                               | Всего            | 60   | 24   | 7               | 3               | 6          | 6          | 0         | 0         | 73    | 33    |
| Уимблдон                                      | 1998/99          | 14   | 2    |                 |                 |            |            |           |           | ?     | ?     |
| Уимблдон                                      | 1999/00          | 16   | 10   |                 |                 |            |            |           |           | ?     | ?     |
| Уимблдон (Первый дивизион Англии)             | 2000/01          | 19   | 8    |                 |                 |            |            |           |           | ?     | ?     |
|                                               | Всего            | 49   | 19   | 1               | 0               | 7          | 2          | 0         | 0         | 57    | 21    |
| Ковентри Сити                                 | 2000/01          | 12   | 6    | 0               | 0               | 0          | 0          | 0         | 0         | 12    | 6     |
|                                               | Всего            | 12   | 6    | 0               | 0               | 0          | 0          | 0         | 0         | 12    | 6     |
| Клуб                                          | Сезон            | Лига | Лига | Кубок Шотландии | Кубок Шотландии | Кубок Лиги | Кубок Лиги | Еврокубки | Еврокубки | Всего | Всего |
| Клуб                                          | Сезон            | Игры | Голы | Игры            | Голы            | Игры       | Голы       | Игры      | Голы      | Игры  | Голы  |
| Селтик                                        | 2001/02          | 31   | 19   | 3               | 2               | 3          | 3          | 5         | 0         | 42    | 24    |
| Селтик                                        | 2002/03          | 27   | 18   | 2               | 2               | 4          | 2          | 12        | 3         | 45    | 25    |
| Селтик                                        | 2003/04          | 15   | 8    | 1               | 1               | 0          | 0          | 7         | 1         | 23    | 10    |
| Селтик                                        | 2004/05          | 38   | 25   | 5               | 3               | 1          | 1          | 6         | 1         | 50    | 30    |
| Селтик                                        | 2005/06          | 35   | 18   | 1               | 0               | 3          | 1          | 2         | 1         | 41    | 20    |
|                                               | Всего            | 146  | 89   | 12              | 8               | 11         | 7          | 32        | 6         | 201   | 109   |
| Клуб                                          | Сезон            | Лига | Лига | Кубок Англии    | Кубок Англии    | Кубок Лиги | Кубок Лиги | Еврокубки | Еврокубки | Всего | Всего |
| Клуб                                          | Сезон            | Игры | Голы | Игры            | Голы            | Игры       | Голы       | Игры      | Голы      | Игры  | Голы  |
| Вест Бромвич Альбион (Первый дивизион Англии) | 2006/07          | 21   | 5    | 1               | 1               | 1          | 1          | 0         | 0         | 23    | 7     |
|                                               | Всего            | 21   | 5    | 1               | 1               | 1          | 1          | 0         | 0         | 23    | 7     |
| Норвич Сити (Первый дивизион Англии)          | 2007/08          | 4    | 0    | 0               | 0               | 0          | 0          | 0         | 0         | 4     | 0     |
|                                               | Всего            | 4    | 0    | 0               | 0               | 0          | 0          | 0         | 0         | 4     | 4     |
| Всего за карьеру                              | Всего за карьеру | 400  | 167  | 24              | 13              | 32         | 16         | 41        | 7         | 497   | 203   |

## Достижения

### Командные
- Трёхкратный чемпион Шотландии: 2002, 2004, 2006
- Двукратный обладатель Кубка Шотландии: 2004, 2005.

### Личные
- Лучший игрок Уэльса: 1997—1998, 2000—2001, 2002—2003.
- Лучший бомбардир чемпионата Шотландии: 2005 (25 голов).
- Игрок года по версии футболистов ШПФА: 2005
- Игрок года по версии Шотландской ассоциации футбольных журналистов: 2005